# Diecezja Bogor
Diecezja Bogor (łac. Dioecesis Bogorensis, indonez. Keuskupan Bogor) – rzymskokatolicka diecezja ze stolicą w Bogor w prowincji Jawa Zachodnia, w Indonezji. Biskupstwo jest sufraganią metropolii dżakarckiej.
W 2021 w diecezji służyło 70 braci i 179 sióstr zakonnych.

## Historia
9 grudnia 1948 papież Pius XII bullą Quo in insula erygował prefekturę apostolską Sukabumi. Dotychczas wierni z tych terenów należeli do wikariatu apostolskiego Batavii (obecnie archidiecezja dżakarcka).
3 stycznia 1961 papież Jan XXIII podniósł wikariat apostolski Sukabumi do rangi diecezji. Jednocześnie zmienił nazwę na obecną, pochodzącą od nowej siedziby biskupa.

## Główne świątynie
- Katedra: Katedra Najświętszej Maryi Panny w Bogor

## Biskupi
- Paternus Geise OFM (1948 – 1961 prefekt apostolski, 1961 – 1975 biskup)
- Ignatius Harsono (1975 – 1993)
- Cosmas Michael Angkur OFM (1994 – 2013)
- Paskalis Bruno Syukur OFM (2013 – nadal)